# دانشگاه فناوری سوینبرن
دانشگاه فناوری سوینبرن (به انگلیسی: Swinburne University of Technology) یک دانشگاه دولتی در استرالیا است که در ملبورن واقع در ایالت ویکتوریا است. محوطه اصلی دانشگاه در Hawthorn واقع شده است، حومه‌ای از ملبورن که در فاصله ۷٫۵ کیلومتری مرکز تجارت ملبورن قرار دارد. هم‌چنین دارای یک محوطه دانشگاهی در مالزی است.

## رتبه‌بندی (رنکینگ)
دانشگاه فناوری سوینبرن در رتبه‌بندی دانشگاهی کیو اس ۲۰۲۰ رتبه ۴۳ را برای هنر و طراحی کسب کرد و این دانشگاه را به یکی از برترین مدارس هنر و طراحی در استرالیا و جهان تبدیل کرد.